# Yumiko Kurahashi
Yumiko Kurahashi (倉橋 由美子 Kurahashi Yumiko?, 10 de octubre de 1935 – 10 de junio de 2005) fue una escritora japonesa cuyo trabajo se centra en la literatura experimental y el antirrealismo, en la que cuestiona las normas sociales con respecto a relaciones sexuales, violencia y orden social. Su antinovela empleó pastiche, parodia y otros elementos propios de la literatura posmoderna.

## Estudios
Kurahashi nació en Kami Prefectura en la isla de Shikok, Japón, fue la hija mayor de Toshio, dentista de profsión,  y Misae Kurahashi. Su padrino fue el escritor Tokutomi Sohō. Después de un año estudiando literatura japonesa en el Kyoto la universidad de las mujeres, debido a la presión ejercida por su padre Kurahashi viajó a Tokio para formarse como higienista dental. tras completar los requisitos para presentarse al examen estatal de medicina, ingresó en el Departamento de Literatura Francesa de la Universidad de Meiji, donde asistió a conferencias de destacadas figuras literarias japonesas de la posguerra como Mitsuo Nakamura, Kenji Yoshida. Kurahashi fue una gran entusiasta de la literatura moderna. Durante sus años universitarios conoció la obra de autores como Rimbaud, Camus, Kafka, Blanchot, o Valéry. Su tesis la dedicó al análisis del tratado de Sartre El ser y la nada analiza la relación entre conciencia y mundo, entre sujeto y objeto.

## Controversia y principios literarios
Mientras aún seguía cursando sus estudios para el grado de maestro, Kurahashi hizo su debut literario en 1960 con la publicación en la revista universitaria de la historia El Partido (パルタイ), una sátira aguda sobre el sentimiento comunista de izquierda común entre los estudiantes de la época. La historia fue elogiada por Ken Hirano en su reseña en la revista Mainichi Shimbun. El Partido  fue reimpreso por Bungakukai y nominado para el Premio Akutagawa  en 1960. Con su siguiente novela corta Fin de Summer (夏の終り) Kurahashi estuvo nominado para el Akutagawa Premio en el mismo año. A pesar de que no ganarlo fue considerada junto con  Takeshi Kaiko, Shintaro Ishihara, y Kenzaburō Ōe - que también debutaban al mismo tiempo, como la "tercera ola" de generación de jóvenes escritores japoneses.
De los autores de esta tercera ola, Kurahashi tiene algunas semejanzas biográficas con Kenzaburō Ōe. Ambos nacieron en 1935; crecieron en Shikoku; estudiaron en Tokio literatura francesa; debutaron en sus días de estudiante con historias cortas políticamente teñidas que atrajeron el reconocimiento de Ken Hirano; y se graduaron con un trabajo sobre Sartre. Aun así, en cierto punto sus caminos divergen : Ōe ganó el Premio Nobel de Literatura mientras que el camino elegido por Kurahashi la llevó al ostracismo del mundo literario japonés.
Su novela (de hecho antinovela) Viajes Azules (暗い旅) escrita en segunda persona en 1961. Un debate feroz estalló en la prensa. Su novela causó mucha controversia entre los críticos y llevó a Jun Etō a acusarla de plagio. Etō consideraba que la novela de Kurahashi imitaba a la novela del escritor francés Michel Butor La modificación (Segundos pensamientos). A los defensores de Kurahashi se unió Takeo Okuno. Después de este suceso, Kurahashi dejó la escuela de posgrado influenciada por este acontecimiento sobre su novela y la muerte de su padre un año después, en 1962.

## Trabajos y vida
En 1964 Kurahashi se casó con Tomihiro Kumagai quién trabajaba en ese entonces como productor para el Japan Broadcasting Corporation. A pesar de ciertos problemas de salud en 1966 a través de una beca Fulbright se fue a estudiar a la Universidad de Iowa en los Estados Unidos donde pasó aproximadamente un año.
En 1969 Kurahashi publicó el fantasmagórica y distópica "Aventuras de Sumiyakisto". Sus siguientes novelas Virginia (1970), Anti-Tragedias (1971), y El Puente de Sueños (1971) marcaron un cambio dramático en su obra. Continuó escribiendo tanto historias cortas como largas desde "Un castillo dentro del castillo (1981)", "Symposion (1985)", y "Popoi (1987)".
Sus "Crueles Cuentos de Hadas" y sus "cuentos de hadas crueles para adultos" se convirtieron en sus obras más populares durante su vida.  En 1987 recibió el Premio de Literatura Izumi Kyōka por su obra antiutópica "“Journey to Amanon”".

## Trabajos en inglés
- Aventuras de Sumiyakista, 1969) traducido por Dennis Keene.
- La Mujer con la Cabeza de Vuelo y Otras Historias tradujeron por Atsuko Sakaki.
- "Un Extraterrestre ", " Somos Amantes ", "La Casa del Gato Negro", "La Mujer con la Cabeza de Vuelo", "El Comercio", "La Máscara de Bruja", "Sueños de Noche de la Primavera", "El Paso de Sueños", "El Sitio Especial", "Abstracción de Flor", "El Paso Largo de Sueños"
- "Partei" (1960) traducido por Yukiko Tanaka y Elizabeth Hanson, en
- "Para Morir en el Estuario" (Kako ni Shisu, 1971) traducido por Dennis Keene, en

## Últimos años
En sus últimos años de vida, Kurahashi,  a pesar de sus problemas de salud, escribió varios libros. Kôkan (1989), Yume No Kayoiji (1989), La galería de arte de fantasía (1991), Entre el mundo terrenal y el otro mundo (2002), y Cuentos de hadas crueles para personas viejas (2003). 
Su último trabajo, en víspera su muerte, fue la traducción de El principito, de Antoine de Saint-Exupéry. Kurahashi fue también conocida por su traducción de Pieza Desaparecida (1977) y The Missing Piece Meets the Big O (1982), obras del estadounidense Shel Silverstein, poeta, cantautor, músico, compositor, dibujante, guionista y autor de libros para niños.
Yumiko Kurahashi murió a la edad de 69 de una cardiomiopatía dilatada.